# سگ دستیار
سگ خدمت (انگلیسی: Assistance dog) یا سگ همیار به سگی اشاره دارد که به منظور کمک یا مساعدت به فردی با معلولیت آموزش داده می‌شود. بسیاری از این سگ‌ها توسط یک سازمان سگ‌یاری، یا مربی آن‌ها و اغلب با کمک یک مربی حرفه‌ای آموزش داده می‌شوند.

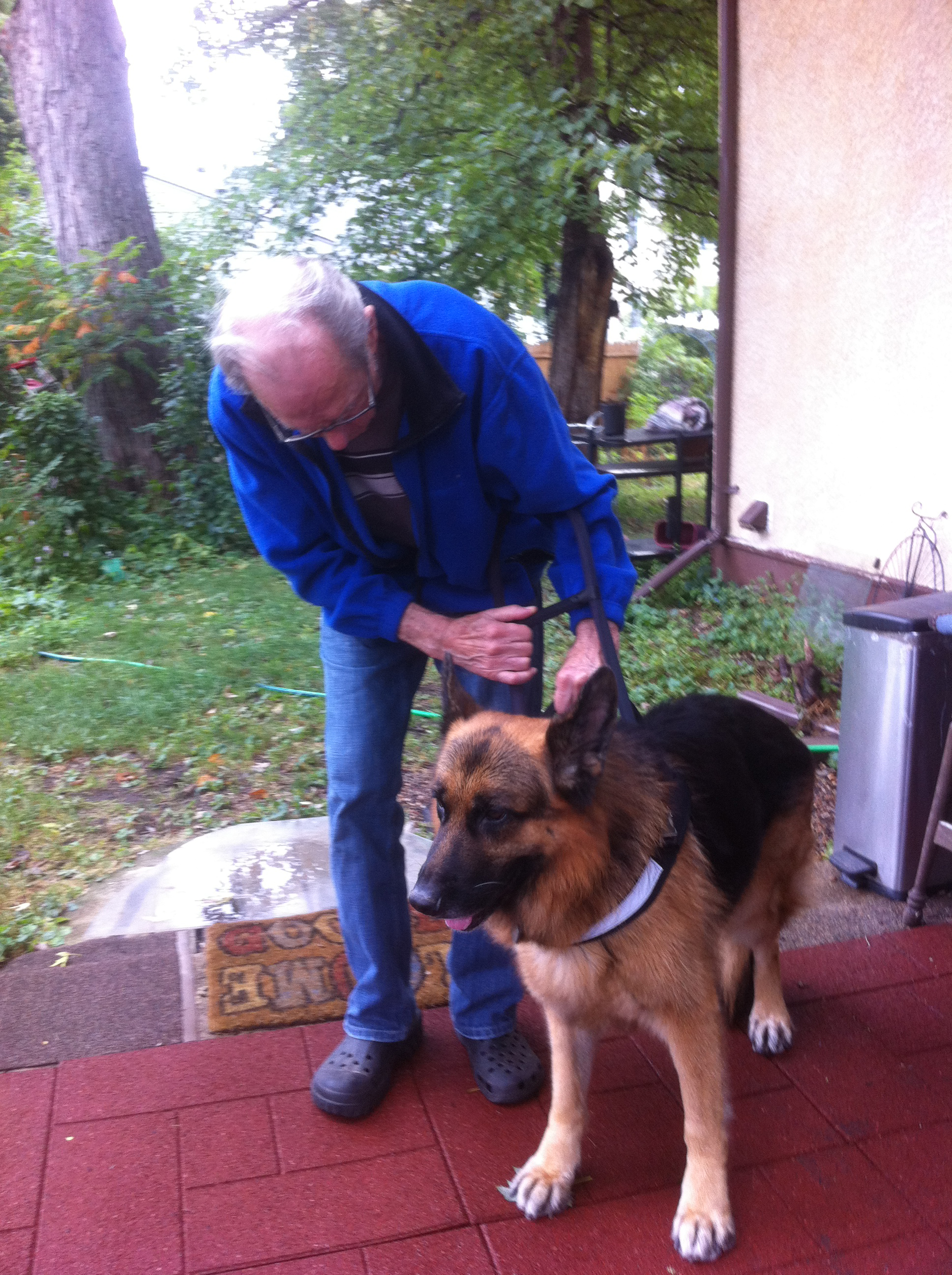
محکم ایستادن سگ برای کمک به ایستادن یک نفر

## انواع
سگ راهنما